# Маэстро вор
«Маэстро вор» — авантюрно-приключенческий фильм режиссёра Владимира Шамшурина.

## Сюжет
Талантливого художника Владимира Белецкого (Збруев) все зовут маэстро. Он знаменит в том числе и тем, что может делать великолепные копии полотен известных художников. К нему обращается бывшая жена и просит помочь взрослому сыну, обманутому на крупную сумму непорядочными «бизнесменами». Единственное, что приходит в голову Белецкому, — это отправиться в провинциальный город, устроиться в местный музей и, постепенно изготавливая копии, заменять их на подлинники. Оригиналы реализуются за границу, вырученные деньги идут на погашение долга. Одновременно художник задумывает план мести, целью которого является возврат отданных денег путём проведения собственной встречной аферы. Её реализация сопровождается соответствующими жанровыми атрибутами: погонями, перестрелками и захватом заложников. Владимир Белецкий выходит победителем и, отомстивший за себя и сына, уезжает в Венецию.

## В ролях
- Александр Збруев — Владимир Белецкий
- Лариса Шахворостова — Светлана Петракова
- Анастасия Немоляева — Маша
- Эдуард Марцевич — Пётр Сергеевич Хлынов
- Тамара Сёмина — Нина, бывшая жена Белецкого, мать Василия
- Илья Ильин — Василий, сын Белецкого
- Андрей Невраев — Паша
- Виктор Косых
- Виталий Яковлев — сын Хлынова

## Съёмочная группа
- Автор сценария: Владислав Романов, Валерий Штейнбах
- Режиссёр-постановщик: Владимир Шамшурин
- Режиссёр:
- Оператор-постановщик: Михаил Скрипицын
- Оператор: Владислав Меньшиков
- Художник-постановщик: Олег Краморенко
- Композитор: Борис Киселёв

## Награды и призы
- 1994 — Лариса Шахворостова — Приз за лучшую женскую роль КФ «Золотой Дюк» в Одессе